# 横浜市立横浜サイエンスフロンティア高等学校・附属中学校
横浜市立横浜サイエンスフロンティア高等学校・附属中学校（よこはましりつ よこはまサイエンスフロンティアこうとうがっこう・ふぞくちゅうがっこう）は、横浜市鶴見区小野町に所在する市立高等学校。
2017年度には附属中学校が開校した。略称は「YSFH」「YSFJH」「サイフロ」「サイエンス」。

## 概要
横浜港が開港150周年を迎える2009年（平成21年）に、理化学研究所横浜研究所や横浜市立大学連携大学院などが立地する、京浜臨海部研究開発拠点「横浜サイエンスフロンティア地区」の一角に設立された。市立高校としては30年ぶりの新設高校。設立予算95億円。初年度の受験倍率は5倍を越え、県下公立高校で最高倍率となった。また、当校の開設に伴い、横浜市立鶴見工業高等学校が閉校した。
5人のスーパーアドバイザーを助言者に迎えるほか、「科学技術顧問」として50人を超える大学・大学院や企業の研究者等外部専門家のサポートを受ける。先端科学技術4分野（生命科学、ナノテク・材料、環境、情報）の「ほんもの体験」をきっかけとした「驚きと感動による知の探究」を教育の理念として、先端科学技術の知識を活用して、世界で幅広く活躍する人間の育成を目指す。2015年度、文部科学省よりスーパーサイエンスハイスクール (SSH)、および科学技術人材育成重点枠指定校、スーパーグローバルハイスクール (SGH) に指定され、横浜市教育委員会より「進学指導重点校」に指定されている。
テレビの情報・バラエティー番組や、科学雑誌『ネイチャー』でも紹介されたことがある。
2017年（平成29年）、附属中学校を開校した。横浜市内では横浜市立南高等学校附属中学校に次いで2番目となる。

## 沿革
- 2008年（平成20年）
  - 10月 - 神奈川県より設置認可。
  - 12月 - 校舎竣工。
- 2009年（平成21年）
  - 1月 - 横浜サイエンスフロンティア高校が設置される。
  - 4月 - 開校記念式典、第一回入学式挙行。
- 2010年（平成22年）
  - 4月 - 文部科学省よりスーパーサイエンスハイスクール (SSH) の5年間の指定を受ける。
- 2011年（平成23年）
  - 4月 - 文部科学省よりコアSSHに採択される。
- 2012年（平成24年）
  - 4月 - 横浜市教育委員会より進学指導重点校に指定される。
- 2014年（平成26年）
  - 4月 - 文部科学省よりスーパーグローバルハイスクール (SGH) の指定を受ける。
- 2015年（平成27年）
  - 4月 - 再び文部科学省よりスーパーサイエンスハイスクール (SSH) の5年間の指定を受ける。
- 2016年（平成28年）
  - 4月 - スーパーアドバイザーのハロルド・クロトーが逝去。附属中学校設置に向けて校舎改修工事開始。
- 2017年（平成29年）
  - 4月 - 附属中学校開校記念式典、附属中学校第一回入学式挙行。
- 2020年（令和2年）- 附属中学校からの進学者を受け入れるため、高等学校の募集が6学級から4学級となる。
- 2021年（令和3年）- 高等学校がスーパーグローバルハイスクール (SGH) ネットワークに指定される。

## 特徴
横浜市立大学チャレンジプログラム
「YCU型高大院一貫科学者養成プログラム」として、「横浜市立大学チャレンジプログラム」が行われる。2年次から3年次にかけて、横浜市立大学教員による指導を受けた生徒のうち、10名程度が横浜市立大学国際総合科学部（理学系）に進学する、特別入学枠が設けられている。
サイエンスリテラシー
教育内容の特色の目玉である、1・2年次全員が必修する「サイエンスリテラシー」（週2時間、SSH学校指定教科）では、PISA型学力の向上を目的として、1年次でスーパーアドバイザーなどによる特別講演により科学を学ぶ者としての心構えを学ぶとともに、プレゼンテーション技法などの情報リテラシーを学び、先端科学技術5分野の実験・実習を少人数グループごとに体験する。2年次には、各自が決めたテーマに関する課題研究を行い、課題研究発表（最終的には英語によるプレゼンテーションを行う）を行う。
理化学研究所との連携
同校の教育に関し、独立行政法人「理化学研究所」横浜研究所と連携協定を締結している。理研は、これまで国内外の多くの大学、研究機関、企業との連携を行っているが、高校に関して連携の協定を行うのは初となる。協定に基づき、理研の研究者による出張講義や生徒の理研研究施設訪問、高校教員に対する研修などが行われる。
日本国外姉妹校・インターナショナルスクールとの提携
横浜市の姉妹都市の一つであるカナダ、バンクーバー市の「デイビッド・トンプソン・セカンダリー・スクール」と姉妹校提携を結んでいる。2009年度より生徒が相互に訪問するなどの交流が進められる。
また、日本最古のインターナショナルスクール「サンモール・インターナショナル・スクール」との間で、教育協力協定を締結している。
海洋研究開発機構 (JAMSTEC) との連携
同校の教育に関し、独立行政法人「海洋研究開発機構」と教育の連携協定を締結している。これまで12の大学との間で、連携大学院等の協定を交わしてきたが、高校に関するこの種の協定締結は初。
常任スーパーアドバイザー
5人のスーパーアドバイザーのうち、1人が常任スーパーアドバイザーに就任する。初代常任スーパーアドバイザーであった和田昭允は、週1回来校し、生徒と直接対話する「和田サロン」を鶴見川に面したリバービューラウンジで行っていた。2019年度より、浅島誠が常任スーパーアドバイザーを後任し「浅島サロン」となった。
理数科単科高等学校
同校は普通科を設置しておらず、理数科のみで編成されている。同様の例は奈良県立青翔高等学校に次いで2校目。
文部科学省指定スーパーサイエンスハイスクール (SSH)
平成22年度文部科学省スーパーサイエンスハイスクールに指定された。
これにより、総合の時間を利用し実施していた「サイエンスリテラシー」をSSHの学校指定教科とした。
2010年（平成22年）8月にパシフィコ横浜で開催された全国の指定校が参加する研究発表会で、ポスター発表特別賞受賞
文部科学省指定コアスーパーサイエンスハイスクール（コアSSH）
2011年（平成23年）度文部科学省コアスーパーサイエンスハイスクールに指定された。

## 通学区域
- 高等学校 - 神奈川県全域
- 附属中学校 - 横浜市内全域

当初高校の通学区域（学区）も原則横浜市内とされていたが、当校が神奈川県で唯一の公立理数科高校であり（全校が理数科単一学科）、意欲ある生徒をより幅広く募集するべく学区外からも71名（募集定員237名の30%）を上限として入学を許可していた。
2011年（平成23年）6月28日の横浜市教育委員会において、2012年度（平成24年度）入試から全県学区となることが決定した。なお横浜市立の学校における全県学区は横浜市立横浜商業高等学校商業科の例がある。
2017年(平成29年）度開校の附属中学校では、学区は横浜市内とされており、学区外からの募集はしていない。

## 入学者の選抜

### 高等学校
12期生（2020年（令和2）年度入学生）より4学級158名を募集している。
入学者選抜では、学力検査のほか、面接、特色検査（説明文を読み、提示された資料を活用し、与えられた課題に対して自分の考えを記述する）が実施される。学力検査では、神奈川県共通の問題が使用され、数学と理科が重点化（2倍）される。調査書の評点（中学2年生および3年生の成績）は、理科、数学、英語の評点が重点化（2倍）される。
第一次選考（入学者選抜の90%）では、調査書と学力検査、面接、特色検査の比重は、3:5:2:2（学力検査の数・理、調査書の数・理・英をそれぞれ2倍に重点化）、第二次選考では、学力検査と面接、特色検査の比重は、8:2:2（学力検査の数・理をそれぞれ2倍に重点化）となっている。
学力検査は、初年度は神奈川県立高校の共通問題が使用されたが、2010年(平成22年)度から2012年(平成24年)度入試の3年間のみ国語、数学、英語の三教科においては独自問題が出題された。これ以降の入試は問題を作成する負担が重いことから独自問題が廃止され、共通の学力検査と面接、特色検査が実施されている。 また、それに加えて前期選抜と後期選抜の統合が行われた。

### 附属中学校
附属中学校は入学者の「選抜」ではなく、入学者の「決定」と呼称される。毎年男女計80名が入学できる。
入学者の決定には、適性検査Ⅰ(文章・図・表やデータなど与えられた資料を的確に読み解き、課題をとらえて適切に表現する力をみる）と適性検査Ⅱ(与えられた情報を科学的・数理的にとらえ、分析力や思考力、判断力などを生かして課題を解決する力をみる)が実施され選考される。
適性検査Ⅰは2019年（平成31年）度より、横浜市立南高等学校附属中学校と共通の問題となった。
第一次選考（男女計72名）では、適性検査(B値)と調査書(A値)を3:1の割合で合計した得点（S値）の上位から決定し、第一次選考で合格者となっていない者は第二次選考（定員を満たすまでの人数）で、適性検査の得点（B値）のみで上位から決定される。
2023年（令和5年）入学者選考から男女別枠は廃止されている。

## 学級編成
附属中学校1期生の代にあたる高校12期生からは、1年次から附属中学校からの進学者と他中学校からの入学者を混合した学級編成を行っている。
これは同じく横浜市立の中高一貫教育校である横浜市立南高等学校と同様である（ただし南高校は当初高校からの入学者は2年間単独クラスという形をとっていた）。

## 校舎
敷地面積約29200m2、延床面積約25000m2。
生命科学実験室、ナノ材料創製室、環境生命実験室、電子顕微鏡室などの特色ある20室の実験・実習室を備え、学習諸室には、冷暖房や校内LANが完備される。その他の施設、設備としては、天体観測ドーム、CALL教室、アリーナ、トレーニングルーム、プール、370人収容のホール、生徒用コンピュータ400台など。事業費は約94億円（建設費、維持管理費等PFI事業費）。附属中学校開校による校舎改修工事によって、プロジェクト工房が金工・木工室へと改修された。
敷地内に、東京大学大学院理学系研究科附属植物園から寄贈されたニュートンのリンゴの樹とメンデルのブドウの樹、ネイチャーから寄贈された月桂樹の樹が植えられている。

## 校歌
校歌「知の開拓者」は、横浜市出身のシンガーソングライター、オオゼキタクが作詞・作曲を手がけた。なお、カラオケでも歌うことができる。2009年（平成21年）4月5日の開校記念式典では、オオゼキタクが第一期生や保護者など約800人の前で自ら披露した。この曲のCDは当校のみで販売している。
附属中学校でも、高校と同じ校歌が使用される。

## 主な行事
体育祭
生徒主導で行われる体育祭である。 各学年ごとに6色の色にチームを分けて行い、総合得点を競う。
蒼煌祭
文化祭である。名前の由来はスクールカラーの“青（蒼）”に、校歌の歌詞の一部である“煌めく”を合わせたものである。土、日の2日間行われる。 なお各団体が出し物をする際、何かしら"サイエンス（科学）"に関連付けなければならない。
スポーツ大会
学年ごとにサッカー、卓球、ソフトボール、およびバレーボール等の球技を行う（雨天時には種目が変わる）。

## 部活動
- サッカー部
- ソフトテニス部
- バドミントン部
- ボクシング部
- 剣道部
- 硬式テニス部
- 女子バスケ部
- 女子バレーボール部
- バスケットボール部
- バレーボール部
- 水泳部
- 卓球部
- 男子バスケ部
- 男子バレーボール部
- 野球部
- 陸上競技部
- クイズ研究部
- ダンス部
- ロボット探究部
- 演劇部
- 音楽部
- 棋道部
- 競技かるた部
- 軽音楽部
- 航空宇宙工学部
- 自然科学部
- 数学・物理部
- 茶道部
- 天文部
- 美術部
- 文芸部

## アクセス
- JR鶴見線 鶴見小野駅より徒歩2分
- 京急本線 花月総持寺駅より徒歩15分
- 京急本線 京急鶴見駅より徒歩17分
- JR京浜東北線、鶴見線 鶴見駅 より徒歩20分

## 関係者

### 校長
初代校長には、前神奈川県立柏陽高等学校校長の佐藤春夫が就任した。
2002年（平成14年）から同校の校長を5年間務めたが、その間文部科学省のスーパーサイエンスハイスクール指定を受け、理系教育に力を入れた。

### スーパーアドバイザー
- 和田昭允
- 有馬朗人
- 藤嶋昭
- 浅島誠
- 小林誠
- 小柴昌俊
- ハロルド・クロトー